# Антинеутрино

У физици, антинеутрино, односно античестице неутрина, су неутралне честице које настају нуклеарним бета распадом. Имају полуцео спин, тј. 1/2, и спадају у фамилију лептона. Сви до сада посматрани антинеутрини имају спин десног завоја (само један од два могућа стања спина), док неутрини имају спин левог завоја. Антинеутрини реагују са другом материјом само посредством гравитационе и слабе нуклеарне силе, што чини њихово експериментално детектовање веома тешким. Експерименти са осцилацијом неутрина показују да ови имају масу, али експерименти са бета распадом показују да је поменута маса изузетно мала. Такође, осцилације неутрина значе да један облик неутрина може прелазити у други облик.
Пошто су неутрино и антинеутрино неутралне честице, могуће је да се ради о истој честици. Честице које имају овакво својство се називају Мајорана честице. Ако је ово тачно, онда је двоструки бета распад неутрина могућ, те је више експеримената предложено да се овај процес и докаже.
Постоје три врсте антинеутрина:
- електронски антинеутрино {\displaystyle {\bar {\nu }}_{e}\,}
- мионски антинеутрино {\displaystyle {\bar {\nu }}_{\mu }\,} и
- тау антинеутрино {\displaystyle {\bar {\nu }}_{\tau }\,}